# Bandstahl
Bandstahl ist ein in Bandform ausgewalzter und zu einer Rolle aufgewickelter Flachstahl. Er ist in der Regel zwischen 20 und 600 mm breit und bis zu 4 mm dick.

## Werkstoffeigenschaften
Bandstahl besteht aus warm- oder kaltgewalztem Stahl. Besonders bei der Warmverarbeitung ist die Eigenschaft, dass die Kristalle der Legierung hierbei keine Veränderung der Gestalt und keine Streckung erfahren. Die Grenzabmaße und Formtoleranzen für warmgewalzten Bandstahl werden in der EN 10048 beschrieben.
Bandstahl hat eine gute Plastizität, lässt sich gut schweißen und ist magnetisierbar, weshalb er gerne im Bau eingesetzt wird um bspw. leichteVerstrebungen herzustellen oder eine Kante zu verstärken.